# Mariage contrarié
Mariage contrarié (Falling in Love with the Girl Next Door) est un téléfilm américain de Armand Mastroianni diffusé aux États-Unis le 4 février 2006 sur Hallmark Channel et en France le 25 mai 2016 sur M6.

## Synopsis
Ce film relate une histoire d'amour qui se complique à l'approche du mariage.

## Distribution
- Crystal Allen (VF : Charlotte Marin) : Theresa Connolly
- Ken Marino (VF : Guillaume Lebon) : Mark Lucas
- Patty Duke (VF : Marion Game) : Bridget Connolly
- Patrick Duffy (VF : Philippe Ogouz) : James Connolly
- Shelley Long (VF : Marie-Martine) : Betsy Lucas
- Bruce Boxleitner (VF : Hervé Bellon) : Frank Lucas
- Brigid Brannagh : Angela